# William de Roumare, 1. Earl of Lincoln
William de Romare (* um 1096; † vor 1161; auch Roumare, Romayre, Romay) war Earl of Lincoln, Baron of Kendal, Lord of Bolingbroke in Lincolnshire, sowie Herr von Roumare in der Normandie.
Er war der Sohn von Roger FitzGerald (de Roumare), 1. Baron of Kendall, Lord of Bolingbroke und Herr von Roumare, und Lucy († um 1136), Witwe von Ivo Taillebois, 1. Baron von Kendal. Lucys Mutter gehörte einer hochgestellten angelsächsischen Familie an und war Erbin zahlreicher Domänen und Burgen in Lincolnshire. William war somit der (ältere) Halbbruder von Ranulph de Gernon, 2. Earl of Chester.

## Unter König Heinrich I.
Wilhelm von Romare war Konstabler der Festung Neufmarche, die er im September 1118 beim Aufstand, den Hugo von Gournay gegen den englischen König Heinrich I. führte, verteidigte. Er kämpfte für Heinrich in der Schlacht von Brémule 1119 und entkam dem Untergang des Weißen Schiffs im November 1120, weil auf die Teilnahme an der Fahrt verzichtet hatte.
Wenig später stritt er sich mit dem König um das Erbe seiner Mutter. 1122 schloss er sich dem Aufstand an, der von Waleran de Beaumont, Graf von Meulan, und anderen geführt wurde, und stand danach bis etwa 1127 im Gegensatz zum König, bis dieser ihm einen großen Teil der von ihm beanspruchten Ländereien zugestand. In der Folgezeit wurde er einer der Favoriten des Königs. Als Heinrich I. 1135 starb, war William einer derjenigen, die mit der Verteidigung der Grenzen der Normandie beauftragt waren.

## Unter König Stephan
Unter König Stephan war er anfangs an der Regierung der Normandie beteiligt. Als dieser aber William d’Aubigny zum Earl of Lincoln machte, beschlossen er und sein Halbbruder Ranulph de Gernon (der für sich zudem in Nordengland den Besitz seines Vaters beanspruchte), die in Lincolnshire aus dem Erbe ihrer Mutter große Ländereien besaßen, zu handeln.
Im Dezember 1140, als ihr Plan, den schottischen König David I., der die Gebiete im Norden durch einen Vertrag mit Stephan erhalten hatte, gefangen zu nehmen oder zu töten, missglückte, setzen sie sich durch eine List in den Besitz der Burg von Lincoln.
Anfangs wollte Stephan nicht gegen Ranulf vorgehen, ihn, einen der mächtigsten Herren des Königreichs, in die Arme seiner Gegnerin, Matilda treiben, und entschied sich, mit Ranulf und seinem Halbbruder ein Abkommen zu schließen. Wilhelm erhielt den Titel eines Earl of Lincoln, Ranulf die Herrschaft über Derby, Grafschaft, Stadt und Burg.
Wenig später jedoch holte sich Stephan – von den Einwohnern informiert, dass Ranulf und Wilhelm unaufmerksam waren – die Stadt Lincoln zurück und belagerte die Burg. Ranulf, der in Chester war, schloss sich nun Matilda an, und bat seinen Schwiegervater Robert von Gloucester, Matildas Halbbruder, um Hilfe. Die Schlacht von Lincoln am 2. Februar 1141 führte zur Niederlage und Gefangennahme Stephans.
Nach dessen Freilassung Ende 1141 scheint William sich mit Stephan, der nun im Land wieder die Oberhand bekam, versöhnt zu haben, da ihm der Titel eines Earl of Lincoln zugestanden wurde.
Wenig später brach er zu einer Pilgerreise nach Santiago de Compostela aus. Er gründete mit Hilfe Ranulfs die Abtei von Revesby in Lincolnshire, eine Zisterzienserabtei, in die er sich als Mönch zurückzog, wo er dann auch starb.

## Familie und Kinder
Er heiratete Hadewise de Redvers (* um 1097), Schwester von Baldwin de Redvers, 1. Earl of Devon und Tochter von Richard de Redvers, Herr von Redvers, und Adeline Peverel; ihre Kinder waren:
1. William (II.) de Roumare (* um 1117; † 1151), verheiratet mit Agnes von Aumale, Tochter von Stephan von Aumale (Haus Blois); ihr Nachkomme war William (III) de Roumare († 1198), der eine Zeit lang ebenfalls Earl of Lincoln gewesen zu sein scheint
2. Hawyse de Roumare (* um 1117), heiratete Gilbert de Gant, 1. Earl of Lincoln[2],
3. Rohese de Roumare, heiratete Roger FitzReinfride (1114–1198).